# Tide (álbum de Antônio Carlos Jobim)
Tide é o sétimo álbum de estúdio do músico brasileiro Tom Jobim, lançado no ano de 1970 pelas gravadoras estadunidense CTI Records e A&M Records e arranjado pelo músico, também brasileiro, Eumir Deodato.

## Produção
Gravado entre os meses de março e maio de 1970, no Van Gelder Studio na cidade Englewood Cliffs, interior da Nova Jérsia, Tom Jobim produziu simultaneamente dois álbuns, Stone Flower e Tide.
Após o sucesso de Wave, Tom decidiu gravar em Tide, covers de músicas famosas como The Girl From Ipanema após compor a versão em inglês com Norman Gimbel, além de uma releitura de Carinhoso, clássico da música brasileira composto por Pixinguinha e Braguinha.
Produzido por Creed Taylor e com a participação de músicos como os estadunidenses Hubert Laws e Joe Farrell, além de músicos brasileiros como Hermeto Pascoal, Eumir Deodato e Airto Moreira, o álbum foi lançado em novembro de 1970. Como Creed estava de saída da A&M Records, decidiu lançar Tide pela gravadora e deixou Stone Flower para lançar em sua gravadora CTI Records.
A colaboração abriu portas para Deodato, que, em 1971, foi o responsável pelos arranjos do segundo álbum de Jobim com Frank Sinatra, Sinatra & Company [en], consolidando sua reputação como um dos principais arranjadores de música popular da época.
| Críticas profissionais | Críticas profissionais |
| Avaliações da crítica  | Avaliações da crítica  |
| Fonte                  | Avaliação              |
| ---------------------- | ---------------------- |
| AllMusic               | [ 10 ]                 |

## Lista de faixas
| N.º | Título                            | Compositor(es)                               | Duração |  |
| 1.  | "The Girl from Ipanema"           | Vinicius de Moraes, Norman Gimbel, Tom Jobim | 4:53    |  |
| 2.  | "Carinhoso"                       | Braguinha, Pixinguinha                       | 2:49    |  |
| 3.  | "Tema Jazz"                       | Tom Jobim                                    | 4:36    |  |
| 4.  | "Sue Ann"                         | Tom Jobim                                    | 3:05    |  |
| 5.  | "Remember"                        | Tom Jobim                                    | 4:04    |  |
| 6.  | "Tide"                            | Tom Jobim                                    | 4:06    |  |
| 7.  | "Takatanga"                       | Tom Jobim                                    | 4:44    |  |
| 8.  | "Caribe"                          | Tom Jobim                                    | 2:44    |  |
| 9.  | "Rockanalia"                      | Tom Jobim                                    | 4:48    |  |
| 10. | "Tema Jazz [Alternate Take]"      |                                              | 2:58    |  |
| 11. | "Tide [Alternate Take]"           |                                              | 4:09    |  |
| 12. | "Tema Jazz [Alternate Take]"      |                                              | 5:49    |  |
| 13. | "Tema Jazz [Master Take in Full]" |                                              | 8:15    |  |

## Músicos
- Antônio Carlos Jobim – piano, piano elétrico, guitarra
- Jerry Dodgion [en] – solo de saxofone alto (faixa 1)
- Marvin Stamm [en] – trompete
- Burt Collins – trompete
- Hubert Laws – flauta
- Romeo Penque – flauta
- Hermeto Pascoal – solo de flauta (faixa 3)
- Joe Farrell – flauta, flauta baixo (faixas 2 e 8), solo de saxofone soprano (faixa 8)
- Joseph DeAngelis – trompa
- Ray Alonge – trompa
- Garnett Brown [en] – trombone
- Urbie Green [en] – trombone
- Ron Carter – contrabaixo
- João Palma – bateria
- Everaldo Ferreira – congas
- Airto Moreira – percussão
- Deodato – piano, arranjador, regente

### Cordas
- Frederick Buldrini – violino
- Max Polikoff – violino
- David Nadien [en] – violino
- Matthew Raimondi – violino
- Harry Lookofsky [en] – violino
- Emanuel Green – violino
- Harry Lookofsky – violino
- Al Brown – viola
- Harold Coletta – viola
- Charles McCracken – violoncelo
- George Ricci – violoncelo

## Lançamentos
O álbum foi lançado em novembro de 1970, em parceria realizada pela CTI e a A&M. No ano de 1994, Tide ganhou um lançamento em CD pela Philips e a Polygram, contendo quatro versões alternativas compostas por Tom.
Em 2013, o álbum integrou a coleção lançada pelo jornal Folha de S.Paulo, Tributo, em homenagem a obra de Tom Jobim.